# Heilig Hartbeeld (Geulle)
Het Heilig Hartbeeld is een standbeeld in de Nederlandse plaats Geulle, in de provincie Limburg.

## Achtergrond
Het monument is opgericht na de Tweede Wereldoorlog, ter herinnering aan de bevrijding van de Duitse bezetting. Het monument werd ontworpen door tr. A. Lemmens, het Heilig Hartbeeld werd gemaakt door de Maastrichtse beeldhouwer Jean Weerts. Het geheel werd in 1950 onthuld, in 1984 werd een gedenksteen toegevoegd.

## Beschrijving
Het beeld toont een staande Christusfiguur met nimbus achter zijn hoofd. Hij wijst met zijn linkerhand naar het Heilig Hart op zijn borst, zijn rechterarm hangt omlaag langs het lichaam, de hand enigszins uitgestoken.
Het beeld staat op een sokkel, centraal in een gemetselde bakstenen muurtje voor een gotisch 'raam'. Op het voetstuk is een plaquette aangebracht met het opschrift: 

DANKBARE HULDE VOOR
DE GELUKKIGE BEVRIJDING
17 SEPTEMBER 1944
PAROCHIE GEULLE

Een gedenksteen voor het beeld vermeldt:

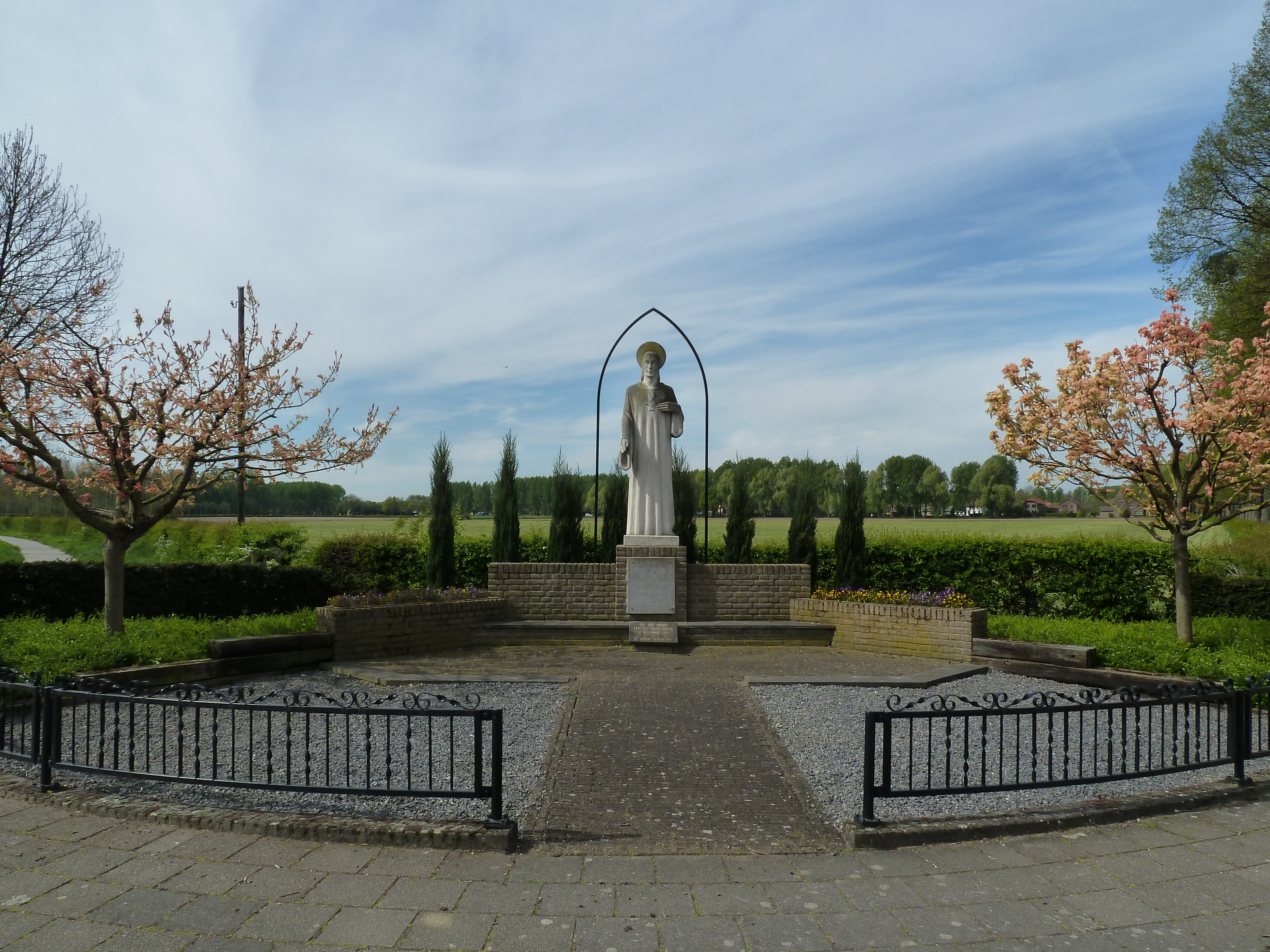

40 JAAR BEVRIJD,
LAAT HET VREDE BLIJVEN
17 SEPTEMBER 1984
GEULSE GEMEENSCHAP